# Municipio de Santiago Camotlán
El municipio de Santiago Camotlán es uno de los 570 municipios que conforman al estado mexicano de Oaxaca. Su cabecera es la localidad de Santiago Camotlán.

## Etimología
El origen de su nombre es zapoteco: camo, tlan|camote, tierra|Tierra de camotes.

## Localización
Pertenece al distrito de Villa Alta, dentro de la Región Sierra de Juárez. Su cabecera es la localidad homónima.